# Armsia petasus
Armsia petasus е вид охлюв от семейство Amastridae. Видът е критично застрашен от изчезване.

## Разпространение
Разпространен е в САЩ (Хавайски острови).